# Elecciones legislativas de Ecuador de 1988
Las elecciones legislativas de Ecuador de 1988 se celebraron el 31 de enero de 1988 para la elección de los 71 diputados que conformarían el Congreso Nacional del Ecuador en el período 1988-1992 para los diputados nacionales y 1988-1990 para los provinciales.

## Escaños
- 12 diputados nacionales
- 59 diputados provinciales

| Provincia       | Escaños | Provincia        | Escaños |
| --------------- | ------- | ---------------- | ------- |
| Azuay           | 3       | Bolívar          | 2       |
| Cañar           | 2       | Carchi           | 2       |
| Chimborazo      | 3       | Cotopaxi         | 3       |
| El Oro          | 3       | Esmeraldas       | 3       |
| Galápagos       | 1       | Guayas           | 9       |
| Imbabura        | 3       | Loja             | 3       |
| Los Ríos        | 3       | Manabí           | 5       |
| Morona Santiago | 1       | Napo             | 2       |
| Pastaza         | 1       | Pichincha        | 6       |
| Tungurahua      | 3       | Zamora Chinchipe | 1       |

## Resultados
Partidos con representación parlamentaria
| Partido | Partido | Partido                                          | Lista Nacional | Lista Nacional | Lista Nacional | Listas Provinciales | Listas Provinciales | Listas Provinciales | Total | Total       |
| Partido | Partido | Partido                                          | Votos          | %              | Dip.           | Votos               | %                   | Dip.                | Dip.  | ±           |
| ------- | ------- | ------------------------------------------------ | -------------- | -------------- | -------------- | ------------------- | ------------------- | ------------------- | ----- | ----------- |
| 12      |         | Izquierda Democrática (ID)                       | 601.409        | 21,76          | 3              | 635.590             | 22,45               | 29                  | 32    | 16          |
| 10      |         | Partido Roldosista Ecuatoriano (PRE)             | 449.653        | 16,27          | 2              | 347.446             | 12,45               | 6                   | 8     | 3           |
| 6       |         | Partido Social Cristiano (PSC)                   | 310.950        | 11,25          | 1              | 456.524             | 16,36               | 7                   | 8     | 6           |
| 5       |         | Democracia Popular (DP)                          | 294.362        | 10,65          | 1              | 304.294             | 10,90               | 6                   | 7     | 2           |
| 4       |         | Concentración de Fuerzas Populares (CFP)         | 194.723        | 7,05           | 1              | 226.172             | 8,10                | 4                   | 5     | 3           |
| 1       |         | Partido Conservador Ecuatoriano (PCE)            | 193.533        | 7,00           | 1              | 55.986              | 2,01                | 0                   | 1     | Sin cambios |
| 9       |         | Frente Amplio de Izquierda (FADI)                | 189.983        | 6,88           | 1              | 66.893              | 2,40                | 1                   | 2     | 1           |
| 14      |         | Frente Radical Alfarista (FRA)                   | 147.071        | 5,32           | 1              | 110.168             | 3,95                | 1                   | 2     | 1           |
| 17      |         | Partido Socialista Ecuatoriano (PSE)             | 137.853        | 4,99           | 1              | 120.458             | 4,32                | 3                   | 4     | 2           |
| 2       |         | Partido Liberal Radical Ecuatoriano (PLRE)       | 97.495         | 3,53           | 0              | 76.380              | 2,74                | 1                   | 1     | 2           |
| 3       |         | Partido Demócrata (PD)                           | 69.763         | 2,52           | 0              | 55.783              | 2,00                | 0                   | 0     | 1           |
| 7       |         | Pueblo, Cambio y Democracia (PCD)                | 35.210         | 1,27           | 0              | 32.577              | 1,17                | 0                   | 0     | 1           |
| 16      |         | Partido del Pueblo (PDP)                         | 22.788         | 0,82           | 0              | 11.829              | 0,42                | 0                   | 0     | Nuevo       |
| 8       |         | Partido Republicano (PR)                         | 18.671         | 0,69           | 0              | 15.354              | 0,55                | 0                   | 0     | Nuevo       |
| 15      |         | Movimiento Popular Democrático (MPD)             | -              | -              | -              | 163.562             | 5,86                | 1                   | 1     | 3           |
| 13      |         | Acción Popular Revolucionaria Ecuatoriana (APRE) | -              | -              | -              | 120.445             | 4,32                | 0                   | 0     | Sin cambios |
|         |         |                                                  |                |                |                |                     |                     |                     |       |             |
|         |         | Votos válidos                                    | 2.763.374      | 76.72          |                | 2.790.870           | 87.48               |                     |       |             |
|         |         | Votos en blanco                                  | 524.452        | 14.56          | 486.285        | 13.50               |                     |                     |       |             |
|         |         | Votos nulos                                      | 314.164        | 8.72           | 324.835        | 9.02                |                     |                     |       |             |
|         |         | TOTAL                                            | 3,601,990      | 100,00         | 12             | 3,601,990           | 100,00              | 60                  | 71    | Sin cambios |
|         |         | Registrados/Participación                        | 4,649,684      | 77.47          | 6.86           | 4,649,684           | 77.47               | 3.46                |       |             |

Fuente: 

### Escaños obtenidos por provincia y diputados a nivel nacional
| Provincias       |    |   |   |   |   |   |   |   |   |   |   | Total |
| ---------------- | -- | - | - | - | - | - | - | - | - | - | - | ----- |
| Nacional         | 3  | 1 | 2 | 1 | 1 | 1 | 1 | 1 | 1 |   |   | 12    |
| Azuay            | 2  |   |   |   |   |   |   |   | 1 |   |   | 3     |
| Bolívar          | 2  |   |   |   |   |   |   |   |   |   |   | 2     |
| Cañar            | 1  |   |   |   |   |   |   |   |   | 1 |   | 2     |
| Carchi           | 1  |   |   | 1 |   |   |   |   |   |   |   | 2     |
| Chimborazo       | 2  |   |   |   |   |   |   |   | 1 |   |   | 3     |
| Cotopaxi         | 2  |   |   | 1 |   |   |   |   |   |   |   | 3     |
| El Oro           | 1  |   | 1 |   | 1 |   |   |   |   |   |   | 3     |
| Esmeraldas       | 1  |   |   |   | 1 |   | 1 |   |   |   |   | 3     |
| Galápagos        |    | 1 |   |   |   |   |   |   |   |   |   | 1     |
| Guayas           | 1  | 2 | 4 |   | 1 |   |   | 1 |   |   |   | 9     |
| Imbabura         | 2  |   |   |   |   |   |   |   | 1 |   |   | 3     |
| Loja             | 1  | 1 |   | 1 |   |   |   |   |   |   |   | 3     |
| Los Ríos         | 1  | 1 | 1 |   |   |   |   |   |   |   |   | 3     |
| Manabí           | 2  | 1 |   |   | 1 |   |   |   |   |   | 1 | 5     |
| Morona Santiago  | 1  |   |   |   |   |   |   |   |   |   |   | 1     |
| Napo             | 2  |   |   |   |   |   |   |   |   |   |   | 2     |
| Pastaza          | 1  |   |   |   |   |   |   |   |   |   |   | 1     |
| Pichincha        | 3  | 1 |   | 2 |   |   |   |   |   |   |   | 6     |
| Tungurahua       | 2  |   |   | 1 |   |   |   |   |   |   |   | 3     |
| Zamora Chinchipe | 1  |   |   |   |   |   |   |   |   |   |   | 1     |
| Total            | 32 | 8 | 8 | 7 | 5 | 1 | 2 | 2 | 4 | 1 | 1 | 71    |

## Nómina de diputados electos

### Nacionales
| Partido                            | Diputado | Diputado                 | Diputado                 |
| ---------------------------------- | -------- | ------------------------ | ------------------------ |
| Izquierda Democrática              |          |                          | Efrén Cocíos Jaramillo   |
| Izquierda Democrática              |          | Richard Guillem Zambrano |                          |
| Izquierda Democrática              |          | Nicolás Issa Obando      |                          |
| Partido Roldosista Ecuatoriano     |          |                          | Marco Proaño Maya        |
| Partido Roldosista Ecuatoriano     |          | Jacobo Bucaram Ortiz     |                          |
| Partido Social Cristiano           |          | Camilo Ponce Gangotena   | Camilo Ponce Gangotena   |
| Partido Socialista Ecuatoriano     |          | Víctor Granda Aguilar    | Víctor Granda Aguilar    |
| Democracia Popular                 |          | Vladimiro Álvarez Grau   | Vladimiro Álvarez Grau   |
| Partido Conservador Ecuatoriano    |          |                          | Alberto Dahik Garzozi    |
| Concentración de Fuerzas Populares |          | Averroes Bucaram Zaccida | Averroes Bucaram Zaccida |
| Frente Radical Alfarista           |          |                          | Cecilia Calderón Prieto  |
| Frente Amplio de Izquierda         |          |                          | René Maugé Mosquera      |

Fuente:

### Provinciales

#### Azuay
| Partido                        | Diputado           | Diputado                      |
| ------------------------------ | ------------------ | ----------------------------- |
| Izquierda Democrática          |                    | Eduardo Carrasco Zamora       |
| Izquierda Democrática          | Jaime Malo Ordóñez |                               |
| Partido Socialista Ecuatoriano |                    | Francisco Carrasco Vintimilla |

#### Bolívar
| Partido               | Diputado               | Diputado | Diputado                   |
| --------------------- | ---------------------- | -------- | -------------------------- |
| Izquierda Democrática |                        |          | Juan Carlos Camacho Dávila |
| Izquierda Democrática | Freddy Espinoza Chimbo |          |                            |

#### Cañar
| Partido                        | Diputado | Diputado                  | Diputado                  |
| ------------------------------ | -------- | ------------------------- | ------------------------- |
| Movimiento Popular Democrático |          |                           | Juan Cárdenas Espinoza    |
| Izquierda Democrática          |          | Justiniano Crespo Verdugo | Justiniano Crespo Verdugo |

#### Carchi
| Partido               | Diputado | Diputado                   | Diputado                   |
| --------------------- | -------- | -------------------------- | -------------------------- |
| Democracia Popular    |          |                            | Wilfrido Lucero Bolaños    |
| Izquierda Democrática |          | José Antonio Ruiz Enríquez | José Antonio Ruiz Enríquez |

#### Chimborazo
| Partido                        | Diputado             | Diputado            | Diputado            |
| ------------------------------ | -------------------- | ------------------- | ------------------- |
| Izquierda Democrática          |                      |                     | Guillermo Haro Páez |
| Izquierda Democrática          | Diego Torres Barreno |                     |                     |
| Partido Socialista Ecuatoriano |                      | Germán Flor Andrade | Germán Flor Andrade |

#### Cotopaxi
| Partido               | Diputado           | Diputado                   | Diputado                   |
| --------------------- | ------------------ | -------------------------- | -------------------------- |
| Izquierda Democrática |                    | Gabriel Chamorro Jaramillo | Gabriel Chamorro Jaramillo |
| Izquierda Democrática | Hugo Tinajero Abad |                            |                            |
| Democracia Popular    |                    |                            | Reinaldo Yanchapaxi Cando  |

#### El Oro
| Partido                            | Diputado | Diputado                   | Diputado                   |
| ---------------------------------- | -------- | -------------------------- | -------------------------- |
| Partido Roldosista Ecuatoriano     |          | Irene Edith González Duche | Irene Edith González Duche |
| Izquierda Democrática              |          |                            | Jorge Sánchez Armijos      |
| Concentración de Fuerzas Populares |          | José Ugarte Aguilar        | José Ugarte Aguilar        |

#### Esmeraldas
| Partido                            | Diputado | Diputado                 |
| ---------------------------------- | -------- | ------------------------ |
| Concentración de Fuerzas Populares |          | Luis Garzón Flores       |
| Izquierda Democrática              |          | Facundo Flores López     |
| Frente Amplio de Izquierda         |          | Jorge Chiriboga Mosquera |

#### Galápagos
| Partido                  | Diputado | Diputado             |
| ------------------------ | -------- | -------------------- |
| Partido Social Cristiano |          | Rafael Ortíz Arévalo |

#### Guayas
| Partido                            | Diputado                   | Diputado                   | Diputado                   |
| ---------------------------------- | -------------------------- | -------------------------- | -------------------------- |
| Partido Roldosista Ecuatoriano     |                            |                            | Alfredo Adum Ziade         |
| Partido Roldosista Ecuatoriano     | Óscar Célleri Cedeño       |                            |                            |
| Partido Roldosista Ecuatoriano     | Abel Delfina Guzmán        |                            |                            |
| Partido Roldosista Ecuatoriano     | Medardo Quinteros Ponce    |                            |                            |
| Partido Social Cristiano           |                            |                            | Francisco Swett Morales    |
| Partido Social Cristiano           | Eduardo Carmigniani Garcés |                            |                            |
| Concentración de Fuerzas Populares |                            | Rafael Santelices Pintado  | Rafael Santelices Pintado  |
| Izquierda Democrática              |                            | Antonio Gagliardo Valarezo | Antonio Gagliardo Valarezo |
| Frente Radical Alfarista           |                            | Jaime Aspiazu Seminario    | Jaime Aspiazu Seminario    |

#### Imbabura
| Partido                        | Diputado             | Diputado | Diputado                  |
| ------------------------------ | -------------------- | -------- | ------------------------- |
| Izquierda Democrática          |                      |          | Galo Larrea Torres        |
| Izquierda Democrática          | Gustavo Medina López |          |                           |
| Partido Socialista Ecuatoriano |                      |          | Hernán Rivadeneira Játiva |

#### Loja
| Partido                  | Diputado | Diputado                  |
| ------------------------ | -------- | ------------------------- |
| Izquierda Democrática    |          | Carlos García García      |
| Democracia Popular       |          | Patricio Vivanco Riofrío  |
| Partido Social Cristiano |          | Nelson Eloy Torres Guzmán |

#### Los Ríos
| Partido                        | Diputado | Diputado                       |
| ------------------------------ | -------- | ------------------------------ |
| Partido Social Cristiano       |          | Eloy Cristóbal Mueckay Bazurto |
| Partido Roldosista Ecuatoriano |          | Julio Zapatier Arias           |
| Izquierda Democrática          |          | Augusto Pazmiño Orozco         |

#### Manabí
| Partido                             | Diputado                 | Diputado                  |
| ----------------------------------- | ------------------------ | ------------------------- |
| Izquierda Democrática               |                          | Elba González Álava       |
| Izquierda Democrática               | Luis Alberto Giler Giler |                           |
| Partido Social Cristiano            |                          | César Acosta Vásquez      |
| Partido Liberal Radical Ecuatoriano |                          | Marco Loor Campuzano      |
| Concentración de Fuerzas Populares  |                          | Mario Fidel Suárez Mieles |

#### Morona Santiago
| Partido               | Diputado | Diputado                |
| --------------------- | -------- | ----------------------- |
| Izquierda Democrática |          | Vinicio Navarrete Pérez |

#### Napo
| Partido               | Diputado | Diputado              | Diputado              |
| --------------------- | -------- | --------------------- | --------------------- |
| Izquierda Democrática |          | Jorge González Granda | Jorge González Granda |
| Izquierda Democrática |          | Edison Chávez Vargas  |                       |

#### Pastaza
| Partido               | Diputado | Diputado                       |
| --------------------- | -------- | ------------------------------ |
| Izquierda Democrática |          | Arturo Bernardino Garcés Pérez |

#### Pichincha
| Partido                  | Diputado                 | Diputado             | Diputado               |
| ------------------------ | ------------------------ | -------------------- | ---------------------- |
| Izquierda Democrática    |                          |                      | Andrés Vallejo Arcos   |
| Izquierda Democrática    | Antonio Rodríguez Vicens |                      |                        |
| Izquierda Democrática    |                          | Patricio Jijón Larco |                        |
| Democracia Popular       |                          |                      | Carlos Solines Coronel |
| Democracia Popular       |                          | Carlos Vallejo López |                        |
| Partido Social Cristiano |                          | Raúl Andrade Gándara | Raúl Andrade Gándara   |

#### Tungurahua
| Partido               | Diputado                 | Diputado                     |
| --------------------- | ------------------------ | ---------------------------- |
| Izquierda Democrática |                          | Guido Palacios Palacios      |
| Izquierda Democrática | Alcides Mosquera Cornejo |                              |
| Democracia Popular    |                          | Ángel Polibio Cháves Álvarez |

#### Zamora Chinchipe
| Partido               | Diputado | Diputado                  |
| --------------------- | -------- | ------------------------- |
| Izquierda Democrática |          | Segundo Larreátegui Nuñez |

Fuente: